# Bernard Lee
John Bernard Lee (Londra, 10 gennaio 1908 – Hampstead, 16 gennaio 1981) è stato un attore britannico, noto soprattutto per essere stato il primo interprete di M, il capo dell'MI6, nella saga di James Bond, ruolo che ricoprì per un totale di undici pellicole.

## Biografia
Dopo una carriera teatrale prima della seconda guerra mondiale, Lee intraprese la carriera cinematografica sul finire degli anni quaranta. Ottenne ruoli in Il terzo uomo (1949), I giovani uccidono (1950), Il tesoro dell'Africa (1953) e La battaglia di Rio della Plata (1956).
Recitò anche in un episodio del telefilm Attenti a quei due, dal titolo Uno come me, in cui impersonava Sam Milford, amico fidatissimo di Lord Brett Sinclair (Roger Moore), proprio il "suo" ultimo James Bond.
Morì per un tumore dello stomaco, poco dopo essere stato nuovamente scritturato per interpretare il ruolo di M in Solo per i tuoi occhi; nel film il suo personaggio venne tagliato (nella trama risulterà essere "in licenza"), per poi essere successivamente interpretato da Robert Brown, Judi Dench e, recentemente, da Ralph Fiennes.
Suo nipote (figlio di sua figlia Anne Lee) ha seguito le sue orme: si tratta dell'attore Jonny Lee Miller.

## Filmografia parziale

### Cinema
- Lascia fare a Giorgio (Let George Do It!), regia di Marcel Varnel (1940)
- Le vie del destino (The Courtneys of Curzon Street), regia di Herbert Wilcox (1947)
- Idolo infranto (The Fallen Idol), regia di Carol Reed (1948)
- Il terzo uomo (The Third Man), regia di Carol Reed (1949)
- I giovani uccidono (The Blue Lamp), regia di Basil Dearden (1950)
- La gabbia d'oro (Cage of Gold), regia di Basil Dearden (1950)
- L'ultima rapina (Calling Bulldog Drummond), regia di Victor Saville (1951)
- Il cacciatorpediniere maledetto (Gift Horse), regia di Compton Bennett (1952)
- Marinai del re (Single-Handed), regia di Roy Boulting (1953)
- Il tesoro dell'Africa (Beat the Devil), regia di John Huston (1953)
- Uno strano detective (Father Brown), regia di Robert Hamer (1954)
- Il siluro della morte (Seagulls Over Sorrento), regia di Roy Boulting e John Boulting (1954)
- Pianura rossa (The Purple Plain), regia di Robert Parrish (1954)
- L'ultima vendetta (The Ship That Died of Shame), regia di Basil Dearden (1955)
- La battaglia di Rio della Plata (The Battle of the River Plate), regia di Michael Powell ed Emeric Pressburger (1956)
- Il giardiniere spagnolo (The Spanish Gardener), regia di Philip Leacock (1956)
- Fuoco nella stiva (Fire Down Below), regia di Robert Parrish (1957)
- Al di là del ponte (Across the Bridge), regia di Ken Annakin (1957)
- Missili umani (High Flight), regia di John Gilling (1957)
- Dunkerque (Dunkirk), regia di Leslie Norman (1958)
- La chiave (The Key), regia di Carol Reed (1958)
- Tre minuti di tempo (The Man Upstairs), regia di Don Chaffey (1958)
- Senza domani (Nowhere to Go), regia di Seth Holt (1958)
- Sentenza che scotta (Beyond This Place), regia di Jack Cardiff (1959)
- Il ragazzo rapito (Kidnapped), regia di Robert Stevenson (1960)
- La tortura del silenzio (The Angry Silence), regia di Guy Green (1960)
- La tragedia del Phoenix (Cone of Silence), regia di Charles Frend (1960)
- La baia dei pirati (Fury at Smugglers' Bay), regia di John Gilling (1961)
- Il complice segreto (The Secret Partner), regia di Basil Dearden (1961)
- L'uomo che vinse la morte (Vengeance - in America: The Brain), regia di Freddie Francis (1962)
- Agente 007 - Licenza di uccidere (Dr. No), regia di Terence Young (1962)
- La stanza a forma di L (The L-Shaped Room), regia di Bryan Forbes (1962)
- A 007, dalla Russia con amore (From Russia with Love), regia di Terence Young (1963)
- Agente 007 - Missione Goldfinger (Goldfinger), regia di Guy Hamilton (1964)
- Agente 007 - Thunderball (Operazione tuono) (Thunderball), regia di Terence Young (1965)
- La spia che venne dal freddo (The Spy Who Came In from the Cold), regia di Martin Ritt (1965)
- Le cinque chiavi del terrore (Dr. Terror's House of Horrors), regia di Freddie Francis (1965)
- Agente 007 - Si vive solo due volte (You Only Live Twice), regia di Lewis Gilbert (1967)
- Agente 007 - Al servizio segreto di Sua Maestà (On Her Majesty's Secret Service), regia di Peter R. Hunt (1969)
- Agente 007 - Una cascata di diamanti (Diamonds Are Forever), regia di Guy Hamilton (1971)
- La luna arrabbiata (The Raging Moon), regia di Bryan Forbes (1971)
- Frankenstein e il mostro dell'inferno (Frankenstein and the Monster from Hell), regia di Terence Fisher (1973)
- Agente 007 - Vivi e lascia morire (Live and Let Die), regia di Guy Hamilton (1973)
- Ma il tuo funziona... o no? (Percy's Progress), regia di Ralph Thomas (1974)
- Agente 007 - L'uomo dalla pistola d'oro (The Man with the Golden Gun), regia di Guy Hamilton (1974)
- La spia che mi amava (The Spy Who Loved Me), regia di Lewis Gilbert (1977)
- Moonraker - Operazione spazio (Moonraker), regia di Lewis Gilbert (1979)

### Televisione
- I gialli di Edgar Wallace (The Edgar Wallace Mystery Theatre) – serie TV, 5 episodi (1960-1964)
- Missione segreta (Espionage) – serie TV, episodio 1x19 (1964)
- Attenti a quei due (The Persuaders!) – serie TV, episodio 1x07 (1971)
- Bella e la bestia (Beauty and the Beast), regia di Fielder Cook – film TV (1976)

## Doppiatori italiani
Nelle versioni in italiano delle opere in cui ha recitato, Bernard Lee è stato doppiato da:
- Giorgio Capecchi ne Pianura rossa, La chiave, Il complice segreto, L'uomo che vinse la morte, Agente 007 - Thunderball (Operazione tuono), Le cinque chiavi del terrore
- Carlo Romano ne Il terzo uomo, Agente 007 - Licenza di uccidere
- Gino Baghetti in A 007, dalla Russia con amore, La spia che venne dal freddo
- Arturo Dominici in Agente 007 - Vivi e lascia morire, Agente 007 - L'uomo dalla pistola d'oro
- Nino Pavese ne Il tesoro dell'Africa
- Mario Pisu in La battaglia di Rio della Plata
- Emilio Cigoli in Fuoco nella stiva
- Luigi Pavese in Agente 007 - Missione Goldfinger
- Renato Turi in Agente 007 - Si vive solo due volte
- Corrado Gaipa in Agente 007 - Al servizio segreto di Sua Maestà
- Carlo Alighiero in Agente 007 - Una cascata di diamanti
- Sergio Fiorentini in La spia che mi amava
- Alessandro Sperlì in Moonraker - Operazione spazio